# مینا قصر احمد
مینا قصر احمد (به عربی: میناء قصر أحمد) یک منطقهٔ مسکونی در لیبی است که در استان مصراته واقع شده‌است.